# Fugitiva (novela)
Fugitiva (en sueco: Saknad ) es una novela de género policíaco de la escritora sueca Karin Alvtegen. 
El thriller psicológico se ambienta en la Suecia natal de la autora y ganó el premio Llave de Vidrio en 2001. En 2006, se adaptó a una serie de televisión dirigida por Ian Madden y con Joanne Frogatt y Gregor Fisher.

## Publicaciones
- 2000, sueco Saknad, Estocolmo: Natur och kultur/[Legenda], 2000, 270p., ISBN 91-27-07966-X
- 2003, español: Fugitiva, Barcelona, Grijalbo, traducción de Carlos del Valle: Canongate, 2003, 249p., ISBN 84-253-3778-X.[3]